# Щербинський цвинтар
Щерби́нський цвинтар (рос. Щербинское кладбище) — некрополь на півдні Москви, у Подольському районі Московської області.

## Історія цвинтаря
Щербинський цвинтар відкрито для поховань у 1982 році. Свою назву Щербинський цвинтар отримав від однойменного міста Щербинка Московської області, поряд з яким розташовується цвинтар. Щербинський цвинтар — один з найбільших некрополів, що входять до складу МУП «Ритуал».

## Загальна інформація
Загальна площа цвинтар становить 90 га. Територія ділиться на два некрополі: Південний цвинтар площею 30 га і Центральний цвинтар площею 60 га. На цвинтарі організовані майданчики виставки-продажу надмогильних споруд: огорож, пам'ятників та інших ритуальних предметів: вінків, хрестів.

## Центральний Щербинський цвинтар
Територія Центрального цвинтар обгороджена по периметру металевим парканом і оточена лісовим масивом. Територія цвинтар поділена на ділянки, які оточені асфальтованими доріжками і оснащена дренажною системою, щоб уникнути підтоплення.
Поховання на цвинтарі проводяться з 1982 року. На території цвинтаря знаходиться храм-каплиця Живоначальної Трійці, в якому здійснюються відспівування покійних, проводяться церковні служби. Каплиця відноситься до Захар'їнськой церкви.
На території цвинтаря встановлено 56 водозабірників та 175 кранів, що дозволяють на кожній дільниці користуватися водою. Для збору сміття створено 42 місця.

## Південний Щербинський цвинтар
Щербинський Південний по периметру обгороджено бетонним парканом, територія цвинтаря розділена на ділянки, до яких проведені асфальтовані доріжки, оснащені дренажною системою.
Поховання на цьому цвинтарі проводяться з 1997 року.
На території цвинтаря є корейська ділянка для поховання буддистів площею 1,2 га і курдська ділянка. Бажаючі можуть поховати урну з прахом у колумбарну стіну, яка розрахована на 1500 ніш.

## Відомі особи, поховані на Щербинському цвинтарі
- Арсенов Павло Оганезович (1936—1999, Москва) — вірменський радянський режисер та актор. Заслужений діяч мистецтв РФ.
- Бежаєв Іван Йосипович (нар. 6 грудня 1918 — пом. 27 липня 2010, Москва) — діяч радянських спецслужб, криптограф, генерал-лейтенант. Учасник Другої світової війни
- Зайцев Олександр Вікторович (нар. 30 січня 1958 — пом. 30 травня 2008) — російський музикант, поет.
- Мірек Альберт Мартинович (1922—2009) — заслужений діяч мистецтв Російської Федерації, професор, доктор мистецтвознавства.
- Парфенова Зоя Іванівна (нар. 21 червня 1920 — пом. 7 квітня 1993) — радянська військова льотчиця, учасник Другої світової війни. Заступник командира ескадрильї 46-го гвардійського нічного бомбардувального авіаційного полку, гвардії старший лейтенант. Герой Радянського Союзу (1945).
- Масльонкін Анатолій Євстигнійович (нар. 29 червня 1930, Москва — пом. 16 травня 1988, Москва) — радянський футболіст, захисник, півзахисник.
- Манський Софія Мойсеївна (нар. 19 [30] квітня 1899 — пом. 15 березня 1987) — радянський біохімік та геохімік, доктор біологічних наук.
- Пак Михайло Миколайович (нар. 21 червня 1918 — пом. 16 квітня 2009) — видатний радянський та російський сходознавець-історик, засновник радянської школи кореєзнавства, доктор історичних наук, професор.
- Погорєльцев Валерій Олександрович (нар. 15 липня 1940 — пом. 4 січня 2011) — радянський та російський актор театру і кіно.
- Солин Анатолій Іванович (нар. 21 квітня 1939 — пом. 23 липня 2014) — радянський та російський режисер-мультиплікатор, ілюстратор дитячих книжок. Член Спілки кінематографістів СРСР (1977), член «АСІФА» (1978), лауреат премії «Золотий орел» (2002), доцент кафедри режисури анімаційних фільмів ВДІКу.
- Чумичкін Ігор Васильович (нар. 13 листопада 1965 — пом. 12 квітня 1993) — радянський та російський рок-музикант, гітарист, учасник гурту «Аліса».

## Час роботи
Щодня з 9.00 до 17.00
Поховання на цвинтарі і в колумбаріях здійснюються щодня з 9 до 17 годин.